# オルン・ダルトゥーロ (小惑星)
オルン・ダルトゥーロ (3744 Horn-d'Arturo) は小惑星帯に位置する小惑星。1983年11月5日、イタリアのボローニャにあるサン・ヴィットーレ天文台 (Osservatorio San Vittore) で発見された。
イタリアの天文学者、グイード・オルン＝ダルトゥーロ（Guido Horn-d'Arturo, 1879年 - 1967年）に因んで命名された。